# Glenn Hoddle
Pour les articles homonymes, voir Hoddle.
Glenn Hoddle, né le 27 octobre 1957 à Hayes dans le borough londonien d'Hillingdon, est un joueur de football britannique. Meneur de jeu, il évolue entre autres sous les couleurs de Tottenham, club avec lequel il remporte plusieurs titres nationaux ainsi que la Coupe UEFA, et de l'AS Monaco. Sélectionné en équipe d'Angleterre à 53 reprises, il dispute notamment deux coupes du monde. Hoddle occupe le poste de sélectionneur de l'équipe nationale anglaise entre 1996 et 1999, et entraîne plusieurs clubs de Premiere League dans les années 1990 et 2000.

## Carrière

### À Tottenham
Originaire du Middlesex, Glenn Hoddle grandit dans la ville de Harlow où il découvre le football. Lors d'un tournoi de jeunes, il est repéré par Martin Chivers du club de Tottenham. Il signe un contrat de stagiaire avec le club londonien, et fait ses débuts en 1975. Pour sa première titularisation, il inscrit le premier de ses 110 buts pour les Spurs. Reléguée à la fin de la saison 1976-1977, l'équipe retrouve la première division dès l'année suivante,.
Hoddle est élu meilleur jeune du championnat (PFA Young Player of the Year) en 1979-1980, après avoir inscrit 19 buts en 41 matches. Avec Tottenham il remporte la Coupe d'Angleterre en 1981 et 1982 et dispute les demi-finales de la Coupe des vainqueurs de coupe. La quatrième place acquise lors du championnat 1981-1982 permet aux Spurs de se qualifier pour la Coupe UEFA, qu'ils remportent en 1983-1984 face au RSC Anderlecht. Blessé, Hoddle ne peut prendre part à la finale. Il dispute une nouvelle finale de Coupe d'Angleterre en 1987, avant de s'expatrier.

### AS Monaco et fin de carrière
Il est recruté par l'AS Monaco, alors entraîné par Arsène Wenger, le futur manager d'Arsenal FC. Lors de sa première saison, en 1987-1988, Hoddle inscrit 8 buts et est nommé meilleur joueur étranger de D1. L'ASM, qui compte dans ses rangs un autre anglais, l'attaquant Mark Hateley, ainsi que des internationaux français comme Manuel Amoros et Patrick Battiston, remporte le championnat de France. Monaco est défait en finale de la Coupe de France 1989 par l'Olympique de Marseille et en quarts de finale de coupe des clubs champions par Galatasaray. L'ASM se classe troisième du championnat 1988-1989 ; avec 18 réalisations Hoddle est le meilleur buteur du club et est seulement devancé par Jean-Pierre Papin au classement des meilleurs buteurs de D1. Hoddle quitte en 1991 Monaco après avoir subi une blessure au genou en décembre 1990, et commence à s'intéresser au métier d'entraîneur sur les conseils d'Arsène Wenger.
Hoddle devient entraîneur-joueur du Swindon Town Football Club. Il dispute 75 matches en seconde division anglaise avec les Robins et inscrit 3 buts. Recruté par Chelsea en 1993, Hoddle cumule les postes d'entraîneur et de joueur durant deux saisons. Il dispute 48 matches et inscrit un dernier but avant de mettre un terme à sa carrière de joueur en 1995.

### En équipe d'Angleterre
Glenn Hoddle est appelé pour la première fois en sélection en décembre 1979 pour disputer un match qualificatif pour le championnat d'Europe ; il inscrit à cette occasion son premier but pour l'équipe d'Angleterre. Ron Greenwood le sélectionne pour le tournoi mais en tant que remplaçant, il prend seulement part au match face à l'Espagne. Durant la Coupe du monde 1982, Hoddle participe à deux rencontres du premier tour : il remplace Bryan Robson en cours de match face à la Tchécoslovaquie, et est titularisé face au Koweït,,. Hoddle est retenu par Bobby Robson pour disputer la Coupe du monde 1986, il est titulaire dans les cinq matches disputés par son équipe. L'Angleterre atteint les quarts de finale de la compétition et est éliminée par le futur vainqueur, l'équipe d'Argentine, à la suite d'un doublé de Diego Maradona. L'Euro 1988 est la dernière compétition internationale disputée par Glenn Hoddle avec l'équipe anglaise, qui quitte le tournoi après avoir subi trois défaites.

### En tant qu'entraîneur
Glenn Hoddle permet au club de Swindon d'accéder à la Premiere League en 1993, il dirige ensuite le Chelsea FC durant trois saisons. Sous sa houlette, les Blues participent à une finale de Coupe d'Angleterre. L'équipe s'incline face à Manchester United, déjà qualifié pour la Ligue des champions, ce qui permet à Chelsea de disputer la Coupe des vainqueurs de coupe. Le club atteint les demi-finales de l'épreuve en 1994-1995 et est défait par le futur vainqueur, le Real Saragosse. En 1995, Chelsea recrute notamment Mark Hughes et le Néerlandais Ruud Gullit et atteint les demi-finales de la Coupe d'Angleterre 1995-1996. Malgré tout, durant le mandat de Glenn Hoddle, les Blues ne peuvent faire mieux qu'une 11e place en championnat.
Hoddle quitte Chelsea pour devenir sélectionneur national, poste qu'il occupe jusqu'en janvier 1999. Après une année sabbatique il devient entraîneur de Southampton, puis accepte de rejoindre son ancien club de Tottenham en mars 2001. Les Spurs recrutent des joueurs d'expérience, Teddy Sheringham, Gustavo Poyet et Christian Ziege, et atteignent la finale de la Coupe de la Ligue en 2002, mais les résultats en championnat sont jugés décevants par la direction. Le club investit une nouvelle fois sur le marché des transferts pour recruter les attaquants Hélder Postiga, Frédéric Kanouté et Bobby Zamora. Hoddle est remercié en septembre 2003 après un début de saison difficile, le club étant alors en position de relégable. Malgré les rumeurs d'un retour à Southampton, il s'engage avec le Wolverhampton FC, un club de seconde division anglaise, en décembre 2004. Hoddle ne parvient pas à faire remonter les Wanderers en Premiere League. En désaccord avec la direction du club, il démissionne en juillet 2006.
En 2008, Hoddle déclare avoir refusé plusieurs offres de clubs afin de mettre en place un projet d'école de football. Située près de Jerez dans le sud de l'Espagne, The Glenn Hoddle academy espère donner une nouvelle chance à de jeunes joueurs anglais non retenus par leurs clubs à l'issue de leur formation.

### En tant que sélectionneur national
Glenn Hoddle succède à Terry Venables à la tête de la sélection anglaise. Sous sa direction, l'équipe d'Angleterre remporte le Tournoi de France, une compétition amicale sur invitation, et se qualifie pour la Coupe du monde 1998. L'Angleterre passe le premier tour, mais David Beckham est expulsé au cours du 8e de finale face à l'Argentine. Réduits à dix, les Anglais concèdent un match nul et sont éliminés lors de la séance de tirs au but. La publication du journal tenu par le sélectionneur durant la Coupe du monde, dans lequel il exprime ses croyances, notamment au sujet des guérisseurs, et révèle la réaction violente de Paul Gascoigne après l'annonce de sa non-sélection, déclenche une polémique dans les médias,. Ses déclarations au sujet des personnes handicapées et de la réincarnation, provoquent une nouvelle controverse au Royaume-Uni et obligent la fédération anglaise à le licencier en janvier 1999,.
En juillet 2004, Glenn Hoddle postule pour remplacer le sélectionneur de l'équipe de France de football, Jacques Santini. Le poste échoie finalement à Raymond Domenech. Après son départ de Wolverhampton, la presse rapporte que Hoodle fait partie des candidats au poste de sélectionneur de l'équipe de Jamaïque.

### Autres activités
Glenn Hoddle au cours de sa carrière de footballeur a chanté lors de deux duo. Diamond Lights, son duo avec Chris Waddle enregistré en 1987, se classe 12e de l'UK Singles Chart,, à la suite de ce succès ils enregistrent ensemble It's Goodbye au succès plus limité.

## Profil du joueur
Arsène Wenger décrit Glenn Hoddle comme le joueur le plus talentueux qu'il ait dirigé et dit s'être s'étonné du manque de reconnaissance dont souffrait le joueur dans les années 1980. Quant à Michel Platini, il estime que Hoddle aurait atteint les 150 sélections nationales s'il avait été français. Selon son ancien coéquipier Claude Puel, devenu par la suite entraîneur : « Si Glenn était parti plus tôt d’Angleterre, je suis persuadé qu’il aurait pu faire une carrière à la Platini. »

## Palmarès

### En club
- Vainqueur de la Coupe UEFA en 1984
- Champion de France en 1988 avec l'AS Monaco
- Vainqueur de la Coupe d'Angleterre en 1981 et 1982 avec Tottenham
- Vice-champion de France en 1991 avec l'AS Monaco
- Finaliste de la Coupe d'Angleterre en 1987 avec Tottenham
- Finaliste de la Coupe de France en 1989 avec l'AS Monaco

### En équipe d'Angleterre
- 53 sélections et 8 buts entre 1979 et 1988
- Participation au Championnat d'Europe des Nations en 1980 (premier tour) et en 1988 (premier tour)
- Participation à la Coupe du monde en 1982 (deuxième tour) et en 1986 (1/4 de finaliste)

### Distinctions individuelles
- Élu meilleur jeune du championnat d'Angleterre (PFA Young Player of the Year) en 1980
- Élu meilleur joueur étranger du championnat de France en 1988 par France Football
- Admis au English Football Hall of Fame en 2007[23].